# Macrosfènids
Els macrosfènids (Macrosphenidae) són una família recentment creada d'ocells de l'ordre dels passeriformes, que tradicionalment eren incloses a la família dels sílvids (Sylviidae), coneguts com tallarols africans.

## Descripció
Els tallarols africans varien en mida des dels més petits, que mesuren 8 cm de llargada i pesen tan sols 6,5 g fins a l'herbera del Cap, que mesura entre 19 i 23 cm de llargada i l'herbera bigotuda que pesa entre 29 i 40 g. Hi ha una diferència considerable en l'aspecte entre els gèneres; per exemple, els dos tallarols herba i el matoller de Victorin tenen cues llargues i graduades, mentre que els crombecs (Sylvietta) les tenen que amb prou feines s'estenen més enllà de les cobertores caudals i les ales plegades.

## Distribució i hàbitat
Els tallarols africans habiten en una varietat d'hàbitats a l'Àfrica subsahariana. Aquests van des de la selva tropical primària fins els límits del bosc i els hàbitats de boscos oberts pels becudets (Macrosphenus), la sabana boscosa fins a matolls àrids i boscos els crombecs, zones rocoses àrides de tarteres i prats per al roqueret de Damara, i prats per a l'herbera bigotuda i l'herbera del Cap. La família és majoritàriament no migratòria, tot i que l'herbera bigotuda i el crombec septentrional fan alguns moviments localitzats a l'Àfrica occidental relacionats amb l'estació de pluges.

## Comportament
Els tallarols africans són insectívors i cacen diverses varietats d'insectes. Els becudets (Macrosphenus) i els crombecs (Sylvietta) s'alimenten a la capçada i als arbustos, sigui sols o en parelles i de vegades en grups petits, mentre que les altres espècies són més terrestres en els seus hàbits. Quan dues espècies coexisteixen, com el crombec cara-roig i el crombec becllarg en zones de la seva àrea de distribució, es produeix una partició de nínxols, amb una espècie alimentant-se a la capçada i l'altra espècie alimentant-se més avall als arbustos i arbres. S'ha comprovat que algunes espècies de crombecs i becudets s'uneixen a grups d'alimentació d'espècies mixtes.
La cria és estacional i normalment coincideix amb el final de l'estació seca i el començament de l'estació de pluges; en espècies amb grans àrees de distribució, això pot conduir a una variació considerable pel que fa al moment exacte. No hi ha informació sobre moltes espècies, però per a les que s'han estudiat, els tallarols africans són territorials i monògams. El disseny del niu varia dins de la família; els crombecs construeixen nius profunds en forma de butxaca suspesos d'una branca; mentre que el matoller de Victorin, l'herbera del Cap i l'herbera bigotiuda construeixen nius en forma de copa i teixits d'herba.

## Taxonomia
El nom de la família (com a subfamília Macrospheninae) va ser introduït per l'ornitòleg alemany Hans Wolters el 1983, però no es va definir formalment fins al 2012.
La majoria de les espècies es van classificar en la família dels tallarols del Vell Món (Sylviidae), tot i que una espècie, el roqueret de Damara es va classificar en la família Timaliidae. Una sèrie d'estudis moleculars dels tallarols del Vell Món i altres famílies d'ocells de la superfamília Sylvioidea (que inclou les aloses, les orenetes i les mallerengues) va trobar que els tallarols africans no formaven part de Sylviidae, sinó que eren una branca primerenca (basal) de tot el clade Sylvioidea. Algunes autoritats taxonòmiques situen aquí tota la família dels hílids (Hyliidae).
La filogènia en l'àmbit de gènere que es mostra a continuació es basa en un estudi genètic de Silke Fregin et al. que es va publicar el 2012. El roqueret de Damara (Achaetops pycnopygius) no es va incloure en l'estudi:
|  | Sphenoeacus – Herbera del Cap |
|  |                               |
|  | Melocichla – Herbera bigotuda |
|  |                               |

|  | Cryptillas – Matoller de Victorin |
|  |                                   |
|  | Sylvietta – crombecs (9 species)  |
|  |                                   |

|  | Sphenoeacus – Herbera del Cap |
|  |                               |
|  | Melocichla – Herbera bigotuda |
|  |                               |

|  | Cryptillas – Matoller de Victorin |
|  |                                   |
|  | Sylvietta – crombecs (9 species)  |
|  |                                   |

|  | Sphenoeacus – Herbera del Cap |
|  |                               |
|  | Melocichla – Herbera bigotuda |
|  |                               |

|  | Cryptillas – Matoller de Victorin |
|  |                                   |
|  | Sylvietta – crombecs (9 species)  |
|  |                                   |

|  | Sphenoeacus – Herbera del Cap |
|  |                               |
|  | Melocichla – Herbera bigotuda |
|  |                               |

|  | Cryptillas – Matoller de Victorin |
|  |                                   |
|  | Sylvietta – crombecs (9 species)  |
|  |                                   |

### Llista de gèneres
La família conté divuit espècies dividides en sis gèneres. Segons la classificació del Congrés Ornitològic Internacional (versió 13.1, 2023), aquesta família conté 6 gèneres amb 18 espècies:
- Gènere Melocichla, amb una espècie: herbera bigotuda (Melocichla mentalis).
- Gènere Sphenoeacus, amb una espècie: herbera del Cap (Sphenoeacus afer).
- Gènere Achaetops, amb una espècie: roqueret de Damara (Achaetops pycnopygius).
- Gènere Macrosphenus, amb 5 espècies.
- Gènere Sylvietta, amb 9 espècies.
- Gènere Cryptillas, amb una espècie: matoller de Victorin (Cryptillas victorini).